# Borovci (Chorwacja)
Borovci – wieś w Chorwacji, w żupanii dubrownicko-neretwiańskiej, w gminie Kula Norinska. W 2011 roku liczyła 23 mieszkańców.